# Брайтунг (тауншип, Миннесота)
Брайтунг (англ. Breitung) — тауншип в округе Сент-Луис, Миннесота, США. На 2000 год его население составило 662 человека.

## География
По данным Бюро переписи населения США площадь тауншипа составляет 100,6 км², из которых 59,6 км² занимает суша, а 41,1 км² — вода (40,80 %).

## Демография
По данным переписи населения 2000 года здесь находились 662 человека, 292 домохозяйства и 190 семей.  Плотность населения —  11,1 чел./км².  На территории тауншипа расположено 523 постройки со средней плотностью 8,8 построек на один квадратный километр. Расовый состав населения: 97,89 % белых, 0,45 % афроамериканцев, 0,76 % коренных американцев, 0,30 % азиатов, 0,15 % — других рас США и 0,45 % приходится на две или более других рас. Испанцы или латиноамериканцы любой расы составляли 0,45 % от популяции тауншипа.
Из 292 домохозяйств в 21,9 % воспитывались дети до 18 лет, в 54,8 % проживали супружеские пары, в 5,8 % проживали незамужние женщины и в 34,6 % домохозяйств проживали несемейные люди. 29,1 % домохозяйств состояли из одного человека, при том 15,4 % из — одиноких пожилых людей старше 65 лет. Средний размер домохозяйства — 2,22, а семьи — 2,75 человека.
20,1 % населения — младше 18 лет, 4,7 % — в возрасте от 18 до 24 лет, 24,3 % — от 25 до 44, 28,9 % — от 45 до 64, и 22,1 % — старше 65 лет. Средний возраст — 46 лет. На каждые 100 женщин приходилось 110,8 мужчин.  На каждые 100 женщин старше 18 приходилось 110,8 мужчин.
Средний годовой доход домохозяйства составлял 40 750 долларов, а средний годовой доход семьи —  51 250 долларов. Средний доход мужчин —  40 000  долларов, в то время как у женщин — 29 107. Доход на душу населения составил 20 134 доллара. За чертой бедности находились 10,9 % семей и 17,3 % всего населения тауншипа, из которых 31,5 % младше 18 и 7,6 % старше 65 лет.